# Erlangeria
Erlangeria is een geslacht van kevers uit de familie bladsprietkevers (Scarabaeidae). Het geslacht werd voor het eerst wetenschappelijk beschreven in 1902 door Preiss.

## Soorten
- Erlangeria schoana Preiss, 1902